# 30 дней ночи: Тёмные времена
«30 дней ночи: Тёмные времена» (англ. 30 Days Of Night: Dark Days) — продолжение фильма ужасов «30 дней ночи».

## Сюжет
После событий в Барроу на Аляске Стелла Олесон возвращается в Лос-Анджелес, на поиски Лилит, чтобы отомстить за смерть своего мужа Эбена.

## В ролях
| Актёр            | Роль          |
| ---------------- | ------------- |
| Киле Санчес      | Стелла Олесон |
| Гарольд Перрино  | Тодд          |
| Диора Бэрд       | Эмбер         |
| Миа Киршнер      | Лилит         |
| Моника Гардентон | Бетти         |
| Риз Койро        | Пол           |
| Бен Коттон       | Дэн           |
| Трой Раптэш      | агент Норрис  |
| Кэти Китинг      | Дженнифер     |

## Выход фильма
Премьера состоялась 23 июля 2010 года в рамках Comic-Con в Сан-Диего. Фильм вышел сразу на DVD и Blu-ray в США 5 октября 2010 года.